# Ökenlo
Ökenlo eller karakal (Caracal caracal) är ett kattdjur som främst förekommer i Afrika söder om Sahara, men även i norra Afrika, Centralasien och Indien. Ökenlon räknas till de mindre kattdjuren (Felinae). Den är näst efter puman (Puma concolor),  underfamiljens tyngsta medlem. Den är enda arten i släktet Caracal. Arten liknar lodjuren till utseendet, men de är inte närbesläktade.
Det andra svenska namnet, det vetenskapliga släktnamnet och artepitet är bildat av de turkiska orden kara (svart) och kulak (öra). Karakulak är även djurets turkiska namn.

## Utbredning och systematik
Ökenlon är vanlig i Afrika söder om Sahara, speciellt i Sydafrika och södra Namibia. Den är mindre vanlig i västra och centrala Afrika, medan den kategoriseras som hotad i Nordafrika och ovanlig i Centralasien och Indien.
Ökenlon har på grund av morfologiska likheter tidigare förts till både Lynx och Felis, men DNA-studier visar att den tillhör ett monofyletiskt släkte. Ökenlon är besläktad med afrikansk guldkatt (Profelis aurata) och serval (Leptailurus serval)
Ökenlon delas idag, enligt Wilson & Reeder (2005), upp i åtta underarter:
- C. c. caracal, Östafrika, Centralafrika, Sydafrika
- C. c. algira, Nordafrika
- C. c. damarensis, Namibia
- C. c. limpopoensis, Botswana
- C. c. lucani, Gabon
- C. c. nubicus eller C. c. nubica, Etiopien, Sudan
- C. c. poecilictis, Västafrika
- C. c. schmitzi, västra Asien, Iran, arabiska halvön, Indien

Tidigare kategoriserades den utrotningshotade populationen i Turkmenistan som underarten C. c. michaelis. Ökenlon kan korsas med tamkatt.

## Utseende
Kroppen är omkring 65 cm lång, förutom svansen som är omkring 30 cm. Kroppsvikten är 15–20 kg, honor något mindre. Djuret ger ett smärtare intryck än lodjur och har längre ben. Pälsen är enhetligt färgad, färgnyansen varierar från roströd till ljust brun. Även melanistiska exemplar förekommer (jämför panter). Ungarna har svagt synliga fläckar, främst på buken, men vuxna exemplar saknar markeringar i pälsen med undantag för ansikte och öron. Öronen med sina långa pälstofsar hjälper ökenlon att lokalisera byte och är dess främsta kännetecken.

## Ekologi
Ökenlon är aggressivt revirhävdande. Den lever i torra stäppområden och halvöknar. Den jagar främst småvilt, upp till storleken av mindre gaseller eller ung struts. Arten är anmärkningsvärt kinkig med födan, äter normalt inte inälvor och rensar bort päls från större byten, men äter normalt fjädrar på mindre fågel och har inget emot att äta gammalt kött. Ökenlon slår gärna fåglar i flykten och försöker även slå mer än en i taget. Den är en mycket god hoppare och klättrare. Livslängden är cirka 12 år i frihet, upp till 17 i fångenskap.

## Ökenlon och människan

### Etymologin
Dess vetenskapliga namn Caracal caracal härstammar från turkiskans karakulak som betyder "svart öra".

### I kulturen
Svenska försvarsmakten använde sig av ökenlon som symbol för dess flyginsats i inbördeskriget i Libyen eftersom den kan ses som en positiv metafor för det libyska folket och samtidigt påminner om lodjuret. Insatsen kallades därför för Operation Karakal.

### Domesticering
De är lätta att tämja och har använts för jakt i Iran och Indien och hålls ibland som sällskapsdjur, framför allt i USA.